# Suol

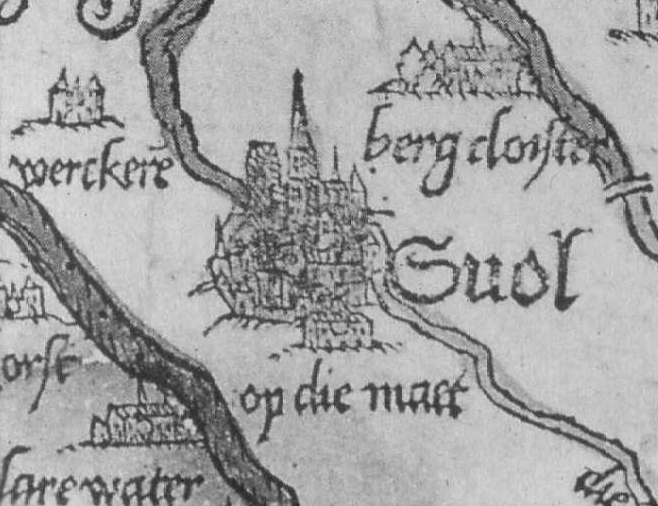
Zwolle op een middeleeuwse kaart geschreven als Suol.

Suol is een toponiem met de betekenis heuvel. In ruimere zin is dit een hoger gelegen plek die bewoonbaar is in vergelijking met het verder moerassige landschap.
Voorbeelden zijn: Zwolle (Overijssel), oorspronkelijk  Suolle, Suol, Swol, Swolla, Swolle, Zwolle; Zwolle (Gelderland); Zweeloo (Drenthe), oorspronkelijk Suole, Swele, Zweeloo, Nedersaksisch: Sweel.